# Granica słoweńsko-węgierska
Granica słoweńsko-węgierska – granica państwowa pomiędzy Słowenią a Węgrami o długości 102 km.

## Kształtowanie się granicy
Granica powstała po utworzeniu Królestwa Serbów, Chorwatów i Słoweńców. W okresie II wojny światowej została przesunięta na korzyść Węgier, zaś sama Słowenia została włączona do Rzeszy. Po wojnie przywrócono granice przedwojenne.

## Przebieg granicy

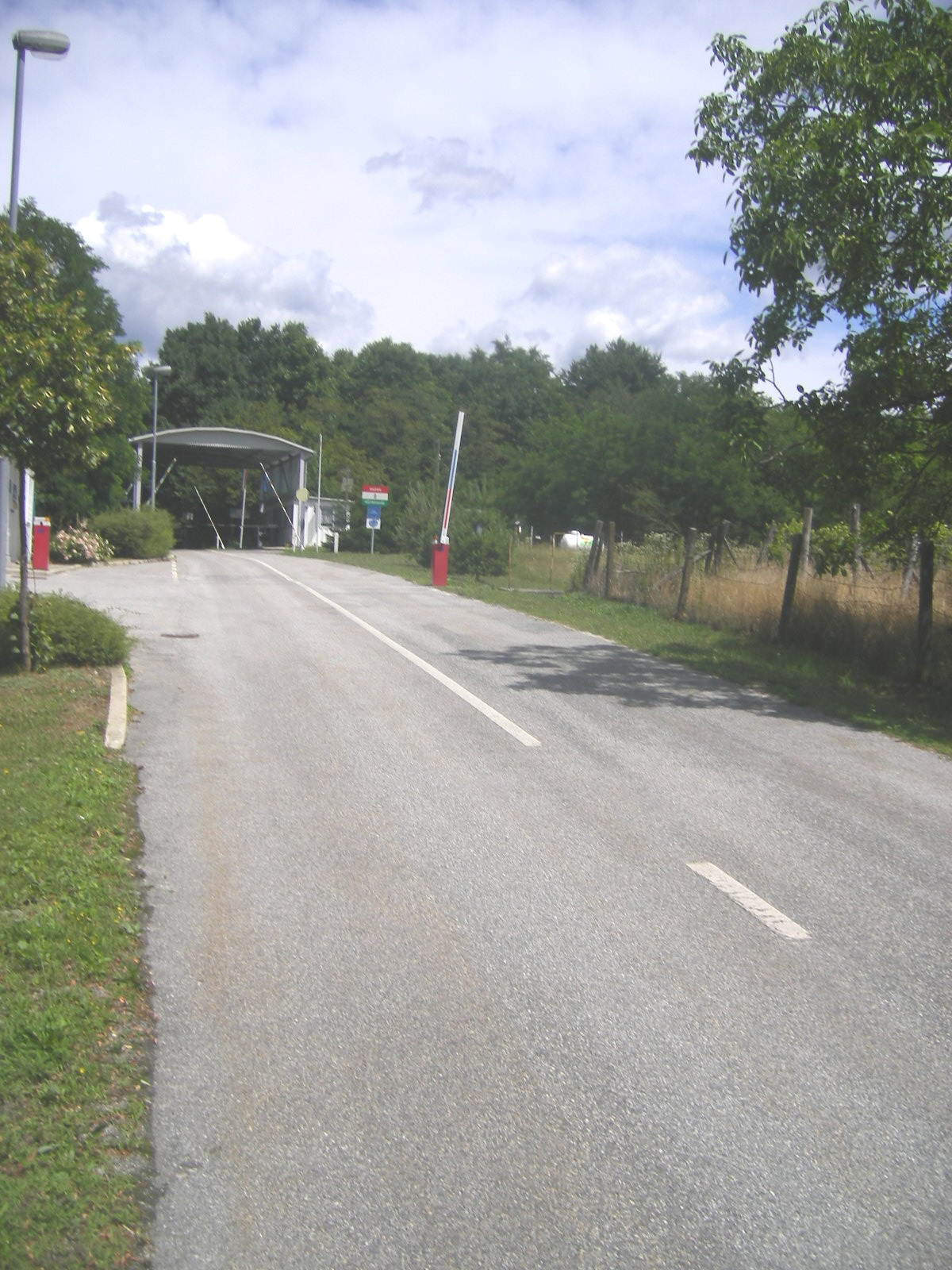
Przejście graniczne w Prosenjakovci, przed poszerzeniem strefy Schengen.

Granica pomiędzy Słowenią a Węgrami ma zasadniczo przebieg z północnego zachodu na południowy wschód. Zaczyna się ona na styku z Austrią, w pobliżu miejscowości Felsöszölnök, zaś kończy się w pobliżu chorwackiego Podturenu, na rzece Mura.

## Przejścia graniczne
Oba kraje należą do strefy Schengen.